# Alojzij Matija Zorn
Alojzij Matija Zorn, slovenski rimskokatoliški duhovnik, goriški nadškof, * 13. januar 1837, Prvačina, † 8. julij 1897, Dunaj.
Alojzij Matija Zorn, 7. goriški nadškof, rojen v Prvačini učitelju in cerkovniku Antonu ter Marijani Zorn (rojeni Gregorič), umrl na Dunaju, pokopan v Gorici. 

## Življenje in delo
Po ljudski šoli in gimnaziji v Gorici je 1852 vstopil v tamkajšnje semenišče in bil 1857 posvečen v duhovnika. Nato je študij teologije nadaljeval kot gojenec Avguštineja na Dunaju in prav tam doktoriral. Leta 1861 se je vrnil v Gorico, postal nadškofov tajnik, v semenišču podravnatelj, ekonom in 1874 ravnatelj. Od 1864 je tu predaval dogmatiko in osnovno bogoslovje. Leta 1875 je bil imenovan za častnega, 1879 pa za rednega kanonika goriškega kapitlja; bil je še prosinodalni izpraševalec, sodnik nadškofijskega sodišča, cerkveni inšpektor ljudskih šol, član deželne šolske komisije in goriškega deželnega zbora ter dunajskega parlamenta.
Leta 1882 je bil imenovan za poreško-puljskega škofa, škofovsko posvečenje je prejel januarja 1883. Že junija 1883 pa je prišlo imenovanje za goriškega nadškofa. Umeščen je bil oktobra 1883 kot naslednik Andreja Gollmayerja in predhodnik Jakoba Missie.
Ob imenovanju za nadškofa so poudarjali njegovo temeljito teološko izobrazbo in spretnost pri javnih nastopih, očitali pa, da je bil kot vodja semenišča prerahel in predober. Za poreško-puljskega škofa se je zdel primeren zaradi znanja jezikov in zlasti, ker se ni vmešaval v politične zadeve ter imel nevtralno stališče do narodnostnega vprašanja.
Notranji spori v katoliškem taboru, razcepljenost duhovščine med stranke in ostro proticerkveno  stališče liberalcev so vedno bolj stopnjevali Zornovo negotovost in očital si je, da je za ves nered v škofiji kriv sam. Papežu Leonu XIII. je ponudil odstop, a ga ta ni sprejel. Zadnje mesece življenja se ga je polastila akutna melanholija. 25. junija 1897 so ga prepeljali v privatni sanatorij za duševno bolne na Dunaj, kjer je čez nekaj dni umrl za možgansko kapjo. 

## Priznanja in naslovi
- cesarjev tajni svetnik (1887)
- papežev hišni prelat in rimski grof (1888)